# Romeo (canção)
, Romeo, Canção da Noruega no  Festival Eurovisão da Canção 1986.

"Romeo" ("Romeu") foi a canção norueguesa no  Festival Eurovisão da Canção 1986, interpretado em norueguês por Ketil Stokkan, o autor da letra e da música da canção que foi orquestrada por Egil Monn-Iversen.

A canção fala nos do modo como ele vai tentar seduzir o seu/sua amante - indo ao ponto de ter cuidado com o tamanho das roupas. Apesar das suas tentativas nada consegue. A sua amante compara-o com Romeu e diz-lhe que "Os deuses deviam saber que tu nunca serias um Romeu, Romeu ajuda-o". Na altura da interpretação do tema surge um grupo de drag queens, uma espécie de travestis vestidos com roupas estilizadas com reminiscências do século XVIII. Foi a primeira vez que surgiu de uma forma explícita no Festival Eurovisão da Canção uma minoria sexual, apesar de já terem surgido vários cantores gay no evento, mas nunca de um modo tão explícito. 
A canção norueguesa foi a quarta a ser interpretada na noite do festival, a seguir à francesa"Européennes", interpretada por  Cocktail Chic e antes da britânica "Runner in the night" pela banda Ryder. A canção norueguesa terminou em 12.ª lugar (entre 20 países participantes), tendo recebido 44 pontos. 